# Bloedbad van Rumbula

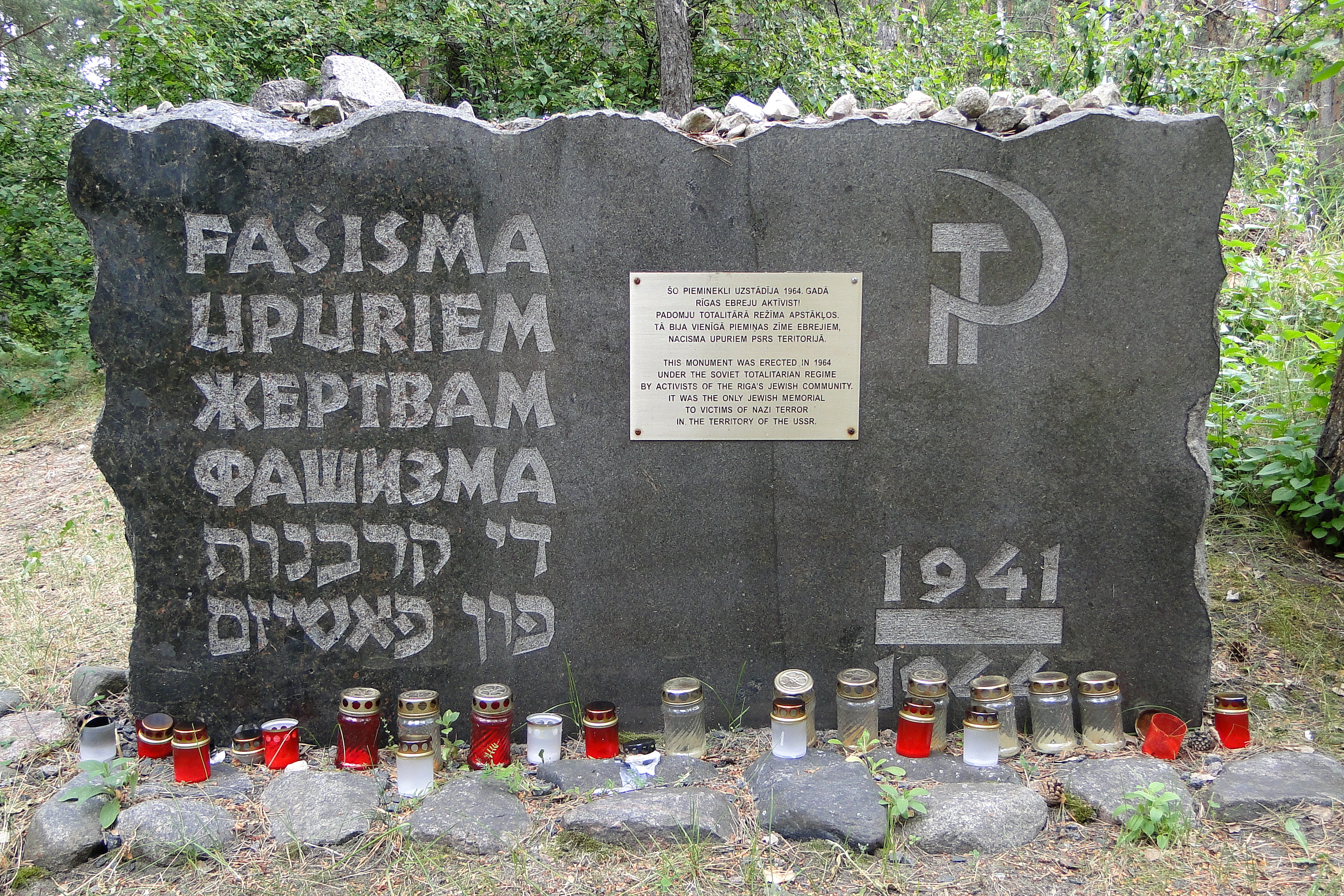

Het Bloedbad van Rumbula vond plaats op acht kilometer buiten de Letse hoofdstad Riga. Tussen 29 november en 9 december 1941 vond er in Rumbula – een bebost gebied in de buurt van een station – een massamoord van grote omvang plaats. 
Na de Duitse verovering van de Baltische staten in 1941, werd ook in Letland op grootschalige wijze aan Jodenvervolging gedaan. De executieplaats bij Riga werd door de Duitsers gebruikt om 38.000 Joden te vermoorden. Het merendeel – 28.000 Joden – was afkomstig uit het getto van Riga, terwijl de overige tienduizend afkomstig waren uit Duitsland, Oostenrijk en het protectoraat Bohemen en Moravië. 